# L'Oracle caché
L'Oracle caché (titre original : The Hidden Oracle) est un roman de fantasy écrit par Rick Riordan et paru en langue originale le 24 mai 2016, puis traduit et publié en France le 28 septembre 2016. Il s'agit du premier tome de la série Les Travaux d'Apollon.

## Résumé
Le narrateur, Apollon, devient mortel à la suite d'un châtiment de son père Zeus. Il prend la forme d'un adolescent nommé Lester Papadopoulos. Dans une ruelle de New York, il rencontre une demi-déesse de douze ans, Meg McCaffrey, qui revendique ses services. Ils se rendent alors chez Percy Jackson, qui les accompagne à la Colonie des Sangs-Mêlés, où les demi-dieux sont en sécurité. Ils y rencontrent le centaure Chiron,qui leur apprend que l'oracle est tombé entre les mains de "la Bête", un mystérieux ennemi qui aurait tué le père de Meg. De plus, certains demi-dieux ont disparu de la Colonie.
En rêve, Rhéa explique à Apollon que le Bosquet de Dodone est le seul oracle à ne pas encore être sous l'emprise de la Bête. Apollon et Meg vont alors dans les bois, mais Meg est capturée par les Myrmekes (des fourmis géantes). Pendant ce temps, Apollon découvre que la Bête est l'Empereur Néron, divinisé par son culte. Apollon sauve alors Meg puis trouve Néron qui projette de brûler le Bosquet. Après avoir révélé que Néron est son père adoptif, Meg s'enfuit avec lui.
Apollon rentre à la Colonie, attaquée par une statue géante de Néron, et arrête l'invasion.
Une fois la Colonie sauvée, Léo Valdez (parti avec Calypso à la fin de Héros de l'Olympe) revient à la Colonie.